# Wu Di (tenisista)
Wu Di (chiń. upr. 吴迪; chiń. trad. 吳迪; pinyin Wú Dí; ur. 14 września 1991 w Hubei) – chiński tenisista, reprezentant kraju w Pucharze Davisa oraz Pucharze Hopmana (2012), medalista igrzysk azjatyckich.

## Kariera tenisowa
Status profesjonalisty otrzymał w 2007 roku.
Jest zwycięzcą 1 turnieju rangi ATP Challenger Tour w singlu.
Od 2009 roku reprezentuje Chiny w Pucharze Davisa.
We wrześniu 2014 roku Wu Di zdobył srebrny medal podczas igrzysk azjatyckich w Inczonie w konkurencji gry drużynowej. W 2019 roku podczas światowych wojskowych igrzysk sportowych zdobył trzy medale: złoty w grze mieszanej i srebrne w grze pojedynczej i podwójnej.
Najwyższe – 140. miejsce w rankingu gry singlowej zdobył 25 kwietnia 2016 roku. 13 listopada 2017 roku zaliczył najwyższe miejsce w grze deblowej – 191. pozycję.

### Zwycięstwa w turniejach ATP Challenger Tour w grze pojedynczej
| Końcowy wynik | Nr | Data             | Turniej | Nawierzchnia | Przeciwnik  | Wynik finału  |
| ------------- | -- | ---------------- | ------- | ------------ | ----------- | ------------- |
| Zwycięzca     | 1. | 31 stycznia 2016 | Maui    | Twarda       | Kyle Edmund | 4:6, 6:3, 6:4 |